# Alois Kainz

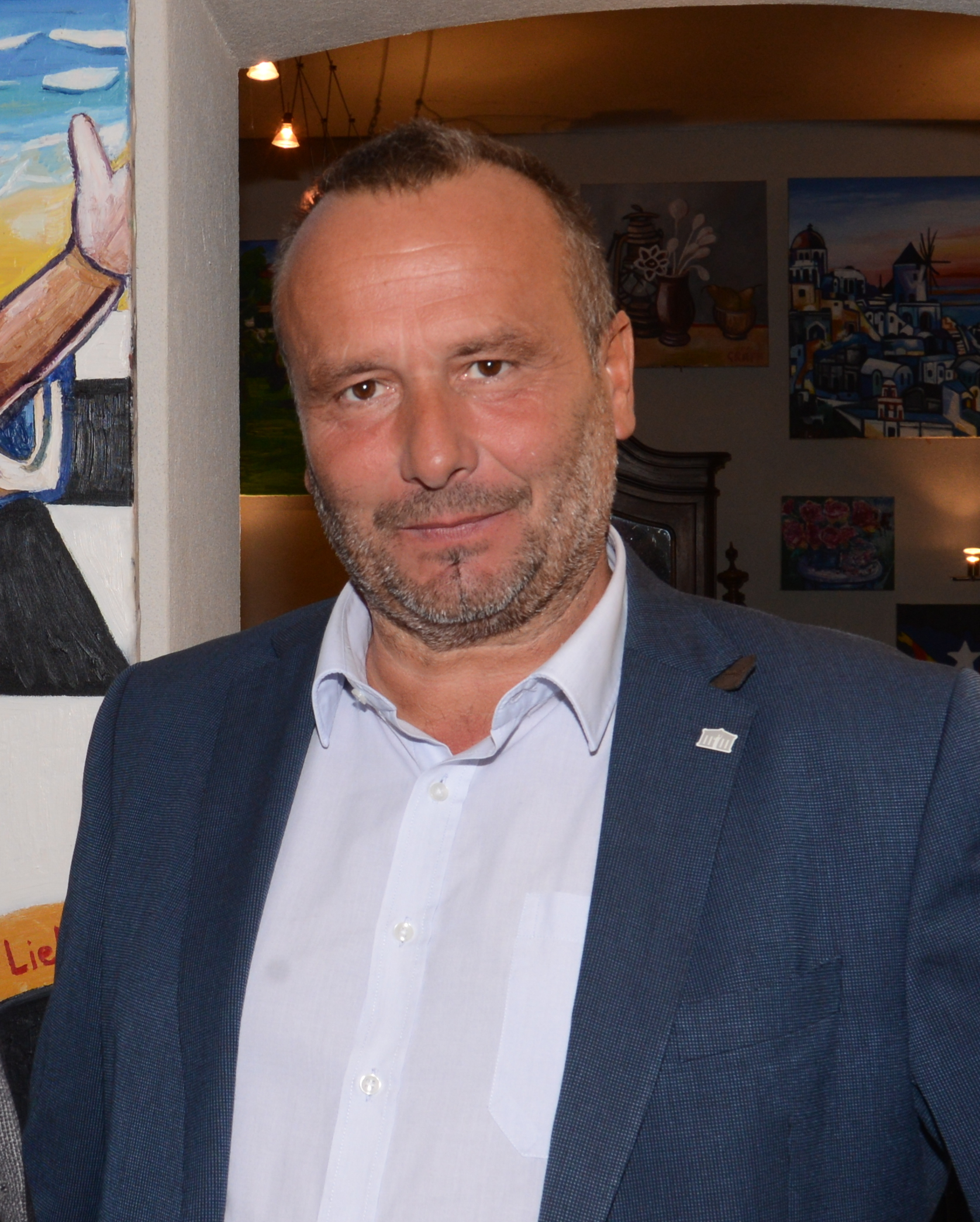
Alois Kainz (2019)

Alois Kainz (* 22. Mai 1964 in Allentsteig, Niederösterreich) ist ein österreichischer Politiker der Freiheitlichen Partei Österreichs (FPÖ) und Mitglied der Bundesparteileitung. Vom 20. Dezember 2017 bis zum 23. Mai 2019 war er Abgeordneter zum Nationalrat, seit dem 1. Juli 2019 ist er erneut Abgeordneter.

## Leben
Alois Kainz absolvierte nach der Volks- und Hauptschule in Allentsteig eine Lehre zum Karosseriebautechniker, 2001 legte er die Meisterprüfung ab. Seit 1984 ist er Kommandant der Schießanlage am Truppenübungsplatz Allentsteig, wo auch Personalvertreter der Arbeitsgemeinschaft Freiheitlicher Heeresangehöriger (AFH) ist.
Von 2005 bis 2010 war er in der Bürgerliste Pro Allentsteig aktiv. Nach der Gemeinderatswahl 2010 wurde er zum FPÖ-Stadtrat in Alltentsteig gewählt. Seit 2013 ist er Mitglied des Landesparteivorstandes der FPÖ Niederösterreich und Mitglied der FPÖ-Bundesparteileitung, seit 2014 fungiert er als Bezirksparteiobmann der FPÖ im Bezirk Zwettl. Bei der Gemeinderatswahl 2015 kandidierte er für die FPÖ für das Amt des Bürgermeisters.
Bei der Nationalratswahl 2017 kandidierte er im Landeswahlkreis Niederösterreich auf den elften Listenplatz. Am 20. Dezember 2017 wurde er als Abgeordneter zum österreichischen Nationalrat angelobt. Er folgte damit Herbert Kickl nach, der Innenminister in der Bundesregierung Kurz I wurde. In der XXVI. Gesetzgebungsperiode war er Mitglied im Ausschuss für Land- und Forstwirtschaft, im Landesverteidigungsausschuss und im Rechnungshofausschuss.
Nach der Entlassung von Herbert Kickl als Innenminister im Zuge der Ibiza-Affäre nahm dieser sein Nationalratsmandat wieder an, Alois Kainz schied mit 23. Mai 2019 aus dem Nationalrat aus. Nach dem Wechsel von Walter Rosenkranz in die Volksanwaltschaft übernahm Kainz dessen Mandat mit 1. Juli 2019. Im FPÖ-Parlamentsklub fungiert er in der XXVII. Gesetzgebungsperiode als Bereichssprecher für Menschenrechte und Vertriebene. Kainz ist Mitglied des erweiterten Vorstands des Regionalverbandes Waldviertel. Im Oktober 2022 wurde er als FPÖ-Bezirksparteiobmann in Zwettl für drei weitere Jahre bestätigt.
Bei der Landtagswahl 2023 trat er als FPÖ-Spitzenkandidat im Landtagswahlkreis Zwettl an. Für die Nationalratswahl 2024 wurde er auf Platz 9 der Landesliste der FPÖ Niederösterreich gereiht. Im April 2025 folgte ihm Robert Lagler als Bezirksobmann für Zwettl im Verband Freiheitlicher und Unabhängiger Gemeindevertreter Niederösterreichs (GVV) nach.